# Bádží Ráo I.
Bádží Ráo I. (18. srpna 1700 – 28. dubna 1740, byl vojevůdce a péšva (předseda vlády) Maráthské říše v Indii od roku 1720. Své místo zdědil po svém otci Baladžim Višvanáthovi.
Bádží Ráo je považován za odvážného a inteligentního velitele. Podařilo se mu rozšířit maráthskou říši na sever. Říká se o něm, že vyhrál 36 bitev a žádnou neprohrál. Přesunul hlavní město říše do Puné. Pod jeho vedením dosáhla Maráthská říše vrcholu své moci.